# IMac

Zeitleiste der Generationen des iMac

Der iMac ist ein vom US-amerikanischen Unternehmen Apple entwickelter und produzierter Computer. Grundsätzliche Idee des iMacs war ein sogenanntes „All-in-one“-Gehäuse mit möglichst einfacher Bedienbarkeit für eine technisch weniger versierte Zielgruppe. Mit diesem Gerät knüpfte Apple an frühere, in den 1980er-Jahren produzierte, Rechner an, in denen Rechner und Minibildschirm in einem Gerät integriert waren.

## Das „i“ in iMac
Das „i“ in iMac hat, laut Keynote von 1998, folgende Bedeutungen: internet, individual, instruct (instruieren, anleiten), inform (informieren) und inspire (inspirieren). Es wurde in den folgenden Jahren zum Präfix vieler Apple-Produkte – vom MP3-Player iPod über das Laptop iBook bis zum Smartphone iPhone.

## Erste Generation (1998)

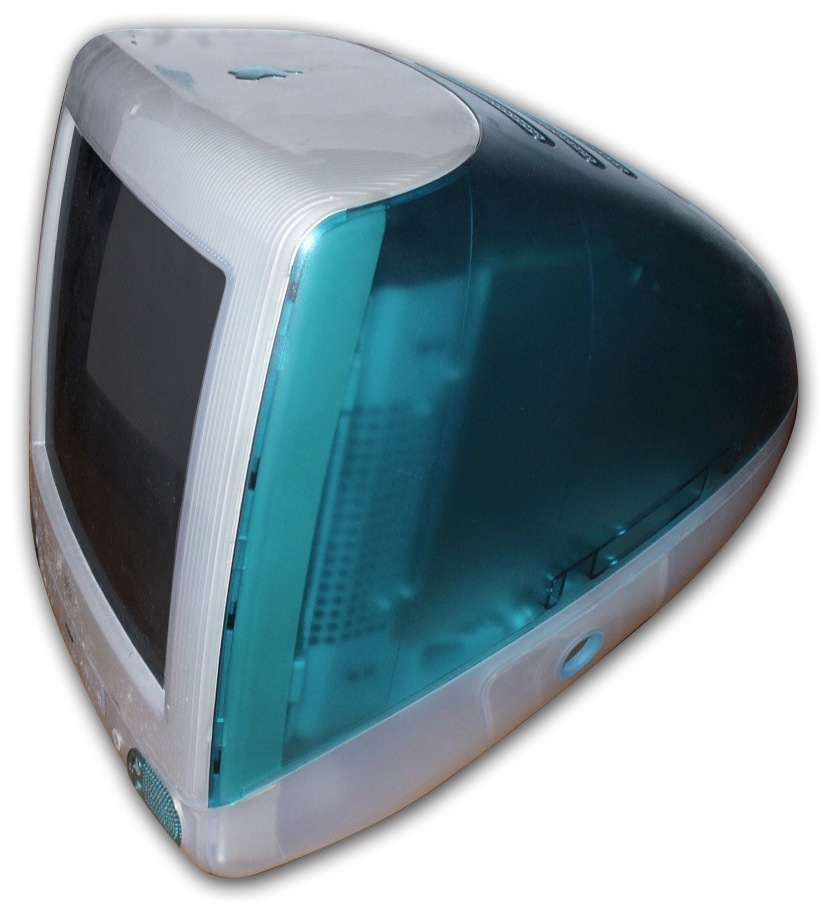
iMac G3 (1998)

Primäres Merkmal der ersten iMac-Generation war das halbdurchscheinende (semitransluzente) Gehäuse aus Polycarbonat, in dem Bildschirm und PC samt Lautsprechern integriert waren. Die externe Tastatur und kreisrunde Maus hatten das gleiche Design. Er wurde am 7. Mai 1998 vorgestellt und am 15. August 1998 ausgeliefert. Der Preis in Deutschland betrug bei der Markteinführung 2.999 DM (bzw. in den USA 1.299 Dollar zuzüglich Mehrwertsteuer), was heute, inflationsbereinigt, rund 2.470 Euro (in den USA 2.500 Dollar exkl. Steuer) entspräche.
Es wurde auf alle Schnittstellen verzichtet, bis auf das zu dieser Zeit noch nicht weit verbreitete USB in der Version 1.2 mit maximal 12 Mbps. Abgesehen davon war neben Kopfhörer- und Mikrophonbuchse noch ein Modem- und ein FastEthernet-Anschluss eingebaut, womit das Ziel, einen Rechner für das „Surfen im Internet“ anzubieten, erreicht wurde. Ungewöhnlich war der Verzicht auf ein integriertes Diskettenlaufwerk (externe Laufwerke konnten ab dem Jahr 2000 separat erworben werden) und auf die, vormals in allen Apple-Modellen vorhandene, SCSI-Schnittstelle. Die eingebaute Festplatte und das eingebaute CD-ROM-Laufwerk waren per IDE angeschlossen, zum Datenaustausch gab es Netzwerk und USB-Schnittstelle. Disketten und Peripheriegeräte von vorherigen Macs, wie per ADB angeschlossene Tastaturen und Mäuse oder Drucker über RS-422, konnten nicht mehr genutzt werden und mussten durch USB-Hardware ersetzt werden.
Bei den ersten beiden Revisionen gab es auf der Hauptplatine einen Steckplatz („Mezzanine Slot“), der von Apple nur für Tests der Hauptplatinen vorgesehen war und nicht offiziell propagiert wurde. Die deutsche Firma Formac fand heraus, dass es sich dabei um einen vollwertigen PCI-Steckplatz handelte, und brachte passende Erweiterungskarten (iPro RAID und iPro RAID TV mit SCSI bzw. SCSI + TV-Tuner) heraus. Bei der dritten Revision des iMacs wurde die entsprechende Buchse nicht mehr verbaut, konnte aber laut einem Artikel der Computerzeitschrift c’t nachträglich aufgelötet werden. Grundsätzlich waren die iMacs somit etwas schlechter nachrüstbar als Notebooks. Der Austausch der RAM-Module war einfach, der Einbau einer Festplatte mit größerer Kapazität hingegen schwierig, da das Gehäuse nicht leicht zu öffnen war.
Aufsehen erregte vor allem das Design des iMacs. Das erste Modell kam in der Farbe „Bondi Blue“ auf den Markt. Bis zu diesem Zeitpunkt waren Computer meist in einem neutralen Beige, Grau oder Schwarz produziert worden, fast alle in quaderförmigen, kantigen Gehäusen. Apple präsentierte nun einen „bunten“, kugelartigen und durchsichtigen Computer und erweiterte kurz danach die Palette um weitere Farben bis hin zu einem mit einem Blumendekor bedruckten Gehäuse.
Der iMac-Designer Jonathan Ive löste mit dem bunten und transluzenten Gehäuse einen Trend in der Computerindustrie aus. Das halbdurchsichtige Gehäuse des ersten iMacs hat viele Designer inspiriert, ähnliche Entwürfe für eine Vielzahl von Computern und deren Peripheriegeräte zu machen. Bei Komponenten wie Mäusen, Modems und Routern wurde durchsichtig und bunt schick, und das nicht nur für den Mac-Markt. Allerdings sollte man an dieser Stelle erwähnen, dass es bereits vor dem iMac schon Computer gab, die farbiges, transluzentes Material für das Gehäuse verwendet haben. Beispiele hierfür sind die PC-Server Primergy 300 und Primergy 500 von Siemens-Nixdorf sowie die PC-Familie Scenic Pro, ebenfalls von Siemens-Nixdorf. Die Produkte wurden u. a. wegen des innovativen Materialeinsatzes bereits 1996 mit dem iF product design award „Top Ten – Selection of the 10 best designs“ (Primergy 300) bzw. 1997 mit dem iF product design award 1997 „Best of category“ (Scenic Pro) ausgezeichnet.
Auf der Apple Expo, der hauseigenen Messe des Herstellers, wurde der iMac immer wieder ein Überraschungsprodukt. Mit der Idee einer einfachen Installation des Rechners und der benutzerfreundlichen Möglichkeit, das Internet auf einfache Weise zu nutzen, meldete sich Apple – mit großem Erfolg – zurück auf dem Konsumentenmarkt, den das Unternehmen lange vernachlässigt hatte. Der iMac war der Beginn des kommerziellen Comebacks der Firma Apple.
Der Journalist und Autor Steven Levy beschrieb den neuen iMac in Newsweek, Ausgabe 131/1998: Ein Stück Hardware, der Science-Fiction-Schimmer mit dem kitschigen Spleen eines Cocktailschirmes vermischt (A piece of hardware that blends sci-fi shimmer with the kitsch whimsy of a cocktail umbrella).

### Revision A
Der erste iMac, erhältlich ab dem 15. August 1998, wurde anfangs nur in der Farbe „Bondi Blue“ angeboten. Wie auch Revision B wird er, weil später diese Farbe durch andere ersetzt wurde, auch so bezeichnet. Er hatte einen G3-Prozessor mit einer Taktfrequenz von 233 MHz, einen 15-Zoll-Röhrenmonitor (CRT), eine ATI-Rage-IIc-Grafikkarte mit 2 MB SDRAM-Grafikspeicher, ein CD-Laufwerk, zwei USB-Schnittstellen, ein Modem, Ethernet 10/100, eine Festplatte mit einer Kapazität von 4 GB und ab Werk 32 MB PC-100-SDRAM. Die Auflösung des Bildschirms betrug maximal 1024×768, wobei die Bildschärfe bei dieser Auflösung oftmals kritisiert wurde.
Auf der Hauptplatine befand sich ein „Mezzanine Slot“ genannter PCI-Slot; das CD-Laufwerk war ein Schubladenlaufwerk, wie es in Notebooks zu finden war. Außerdem verfügte der iMac noch über eine Infrarot-Schnittstelle.

### Modellpflege (Revision B)
Am 17. Oktober 1998 erschien die erste überarbeitete Version des iMac, die sich nur durch eine bessere Grafikkarte, einer ATI Rage Pro mit 6 MB RAM, vom Vorgängermodell unterschied.

### Modellpflege (Revision C)
Mit der am 5. Januar 1999 erschienenen Version wurde ein deutlicher Schritt vollzogen. Der iMac hatte nun einen mit 266 MHz getakteten G3-Prozessor und eine ATI Rage Pro Turbo mit 6 MB RAM. Der „Mezzanine Slot“ war nicht mehr aufgelötet und die Infrarotschnittstelle wurde weggelassen. Der iMac war nun in fünf verschiedenen, neuen Farben erhältlich: „Strawberry“ (Rosa), „Blueberry“ (Blau), „Lime“ (Tiefgrün), „Grape“ (Violett) und „Tangerine“ (Orange).

### Modellpflege (Revision D)
Am 14. April 1999 wurde mit Revision D die Taktfrequenz des G3-Prozessors auf 333 MHz angehoben.

### Modellpflege (iMac DV)

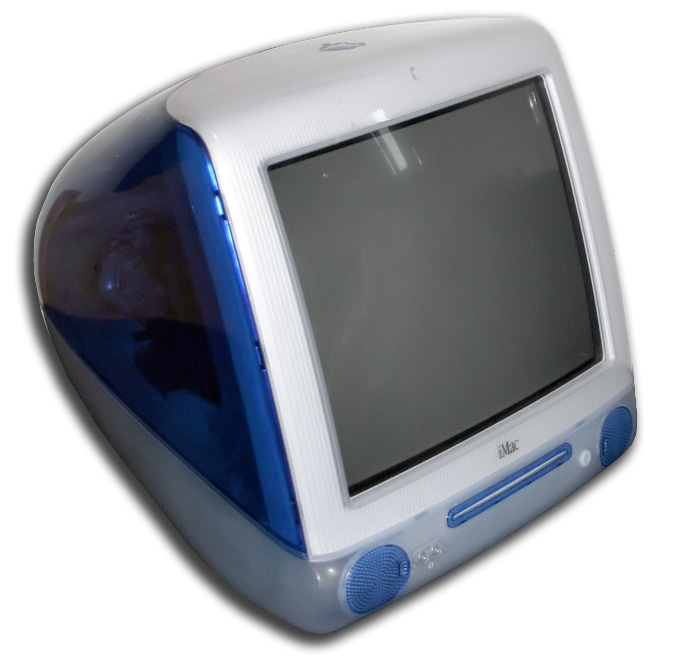
iMac G3 mit Slot-In-CD-Laufwerk

Mit dem iMac DV („Digital Video“) ab dem 5. Oktober 1999 wurde ein weiterer großer Schritt vollzogen. Dies war nun das erste Modell mit einer FireWire-Schnittstelle, einem DVD-Laufwerk und dem neuen iMovie von Apple, geeignet zur Bearbeitung digitaler Videos von Videokameras beziehungsweise Geräten basierend auf dem MiniDV-Standard. Ferner wich das alte Schubladenlaufwerk einem Slot-In-Laufwerk. Außerdem konnte man erstmals eine WLAN-Karte von Apple nachrüsten. Das neue Hardwaredesign konnte durch Ausnutzen der freien Konvektion nun auf Lüfter verzichten, die Prozessoren wurden passiv über Kühlkörper gekühlt.
Neben dem iMac DV gab es eine ähnliche, aber billigere Variante, die nur in der Farbe „Blueberry“ erhältlich war. Der G3-Prozessor war statt mit 400 MHz mit 350 MHz getaktet, zudem fehlte die FireWire-Schnittstelle und es war ein Slot-In-CD-ROM-Laufwerk verbaut. Beide hatten als Grafikkarte eine ATI Rage 128 VR mit 8 MB RAM. Der Arbeitsspeicher wurde auf 64 beziehungsweise 128 MB erhöht. Zu den bisherigen Farben kam eine „Special Edition“ des iMac DV in „Graphite“ genanntem Grau.

### Modellpflege (2000/2001)
Die am 19. Juli 2000 erschienenen iMacs hatten nun alle ein DVD-ROM-Laufwerk, eine neuere ATI Rage 128 Pro mit 8 MB RAM und bis auf das billigste Modell einen FireWire-Anschluss und nachrüstbares WLAN. Außerdem wurden die verfügbaren Gehäusefarben geändert in „Graphite“ (Grau), „Ruby“ (Rubinrot), „Snow“ (undurchsichtiges Weiß), „Indigo“ (Dunkelblau) und „Sage“ (Hellgrün). Das billigste Modell mit 350 MHz gab es nur in der Farbe „Indigo“, die anderen hatten einen 400, 450 und 500 MHz getakteten G3.
Mit den ab dem 22. Februar 2001 angebotenen Modellen wurden die Gehäusefarben wieder geändert. Neben den bewährten „Graphite“ und „Indigo“ wurden nun mit den Mustern „Blue Dalmatian“ und „Flower Power“ bedruckte iMacs angeboten. Die CPU-Taktfrequenz wurde auf 400, 500 und 600 MHz erhöht, bei allen Modellen wurde allerdings statt des DVD-ROM-Laufwerks nun ein CD-Brenner eingebaut, das billigste Modell wiederum ausschließlich in Indigo bekam sogar nur ein CD-ROM-Laufwerk. Alle Modelle ab 500 MHz hatten zudem nun eine ATI Rage 128 Ultra mit 16 MB als Grafikkarte.
Am 18. Juli 2001 erschien dann die letzte Revision der ersten Generation, mit dem gleichen Röhrenmonitor und Abmessungen wie Revision A. Die G3-Prozessoren waren nun mit 500, 600 und 700 MHz getaktet, die Grafik bei allen die ATI Rage 128 Ultra und der Arbeitsspeicher 64, 128 oder 256 MB. Das teuerste Modell wurde bereits im Januar 2002 zugunsten der neuen iMac-Generation eingestellt, die anderen Modelle waren noch als billige Alternative bis März 2003 erhältlich.

## Zweite Generation (2002, PowerMac4,x/6,x)

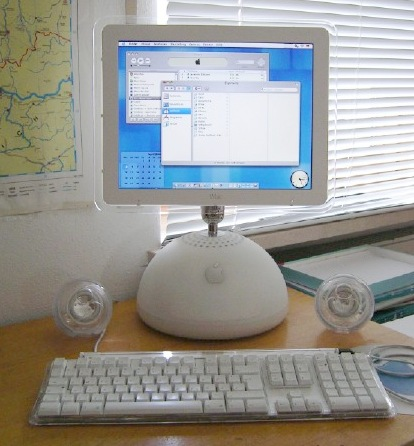
iMac G4 (2002)

Das erfolgreiche Design wurde im Januar 2002 komplett ersetzt. Die Vielfarbigkeit wich einem schlichten Weiß. Der Röhrenmonitor wurde durch einen an einem dreifach beweglichen Arm (Goose Neck) befestigten Flüssigkristallbildschirm (LCD) ersetzt, in dessen halbkugelförmigem Fuß sich der gesamte Computer samt Netzteil, Festplatte, Schnittstellen und optischem Laufwerk befindet. Vorher erdachte Ideen, den gesamten Rechner in der Vertikalen im Gehäuse eines Flachbildschirms unterzubringen, wurden beim iMac G4 aus technischen Gründen verworfen, beim iMac G5 letztendlich aber trotzdem umgesetzt. Das ursprüngliche iMac-Design wurde im eMac fortgeführt.
Die zweite Generation wurde mit Prozessorgeschwindigkeiten zwischen 700 MHz und 1,25 GHz angeboten.
Die Größen der LC-Bildschirme begannen bei 15 Zoll und endeten mit für damalige Verhältnisse sehr großen 20 Zoll.

## Dritte Generation (2004/2005)
Seit der dritten Generation befindet sich der eigentliche Rechner komplett hinter dem Flachbildschirm.

### Revision A (PowerMac8,1)

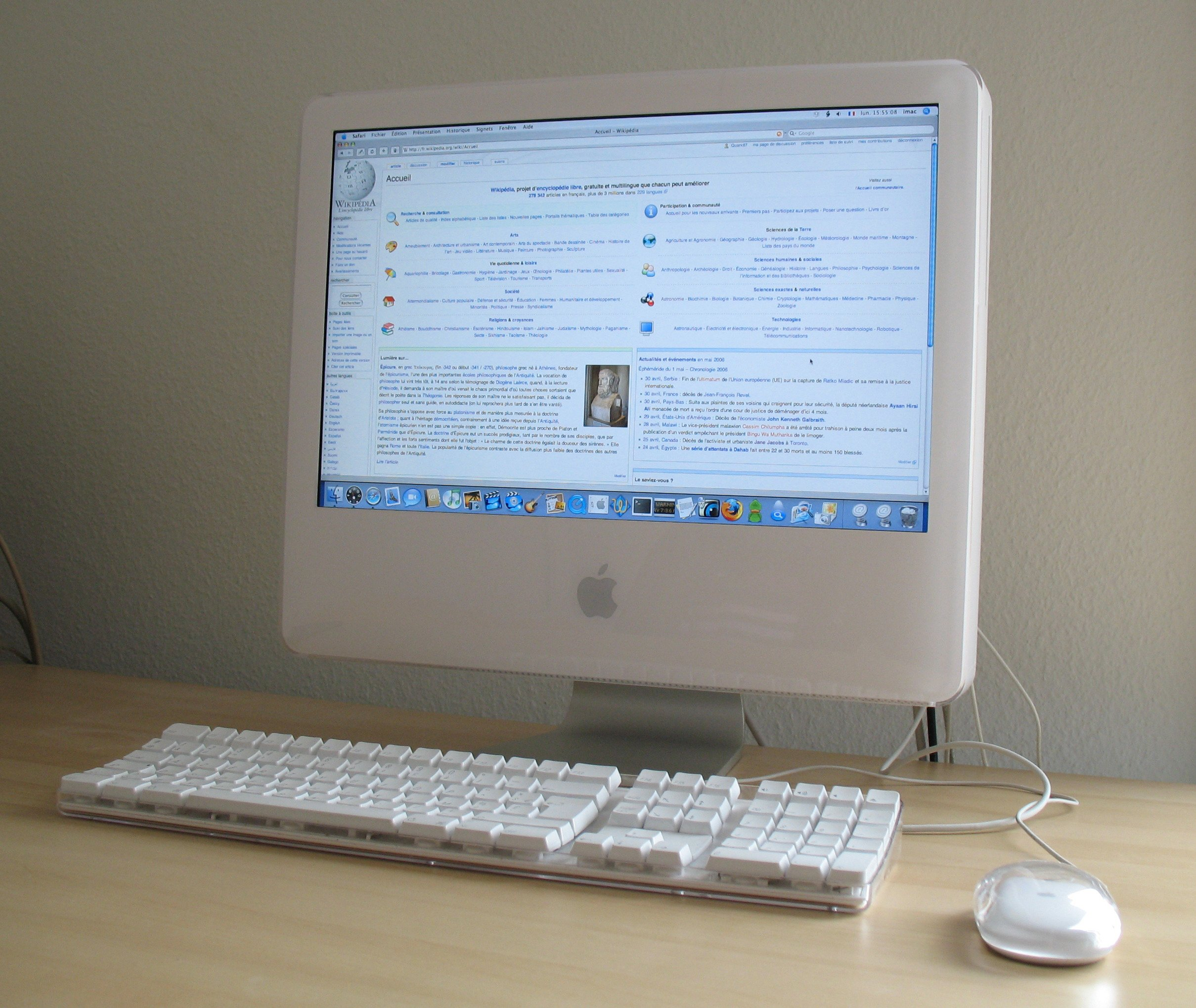
iMac G5 (2005)

Am 31. August 2004 wurde der neue „iMac G5“ (später als Rev A bezeichnet) auf der Messe „Apple Expo“ in Paris vorgestellt. Ab Mitte September desselben Jahres wurde das Gerät ausgeliefert. Das Design wurde erneut völlig verändert: Der Computer befindet sich nun zusammen mit dem LC-Display (17″ und 20″) in einem Gehäuse und ist mit jeweils einem 64-Bit-G5 bestückt. Obwohl auch das optische Laufwerk und das Netzteil integriert sind, ist dieser neue iMac nur 5,5 cm dünn.
Technisch basiert der iMac G5 (Rev A) auf dem damals neuen U3lite/Shasta-Chipsatz, der auch im (Basismodell) Power Mac G5 „Late 2004“ mit Einzelprozessor eingesetzt wurde. Die Revision A ist bekannt für etwas lautere Lüfter, die Apple allerdings im Rahmen der Garantiefrist ersetzte (Lüfter und/oder Platine). Es wurden Festplatten mit 80 GB oder 160 GB verbaut. Als Grafikausgang wurde Mini-VGA eingesetzt.

### Modellpflege (Revision B, PowerMac8,2)
Im Mai 2005 erhielt der iMac G5 (Rev B) eine leicht überarbeitete Hauptplatine, u. a. mit Gigabit-Ethernet, und eine schnellere Grafikkarte.
Weiterhin wurde in der Rev B eine neue Version des Shasta-I/O-Controllers eingesetzt. Im neuen Shasta wurden Datentransferprobleme („Flaschenhals“) der internen S-ATA-Schnittstelle behoben. Diese Modelle wurden mit 160 GB und 250 GB Festplatten ausgeliefert.

### Modellpflege (Revision C, PowerMac12,1)
Mitte Oktober 2005 kam die letzte Version des iMac G5 heraus (Rev C). Nun wurde eine iSight-Kamera im Gehäuse integriert. In Verbindung mit dem neuen Programm Photo Booth wurde der iMac zum Fotoautomaten mit vielen Möglichkeiten zur Bildbearbeitung. Die zweite Neuheit wird als „Front Row“ bezeichnet: Mit einer kleinen mitgelieferten Fernbedienung kann man direkt auf seine Bilder, Songs, Videos und DVDs zugreifen.
Außerdem ist der iMac nochmals etwas schlanker (~4 cm), leiser und dank DDR2-RAM und neuer PCI-Express-Grafikkarte schneller geworden.
Technisch basiert der iMac in der Rev C nun auf dem gleichen Chipsatz K2/U4 wie die gleichzeitig vorgestellten neuen Dual Core Power Macs. Dieser ist eine Weiterentwicklung des vorherigen Power-Mac-Chipsatzes K2/U3, womit Apple den „Billig-Chipsatz“ Shasta/U3lite endgültig aufgab. Andererseits hat der letzte Chipsatz für G5-Rechner die System Management Unit (SMU) von der Shasta/U3lite-Kombination geerbt, alle anderen Rechner hatten eine Power Management Unit (PMU).

## Vierte Generation (2006)

### Anfang 2006
Im Januar 2006 wurde der erste Apple Macintosh mit einem Intel-Prozessor vorgestellt. Dabei bietet das Gerät etwa den gleichen Funktionsumfang wie das im Oktober 2005 vorgestellte Modell, jedoch ist es mit einem Intel Core Duo bestückt und laut Apple-Benchmarks zwei- bis dreimal schneller als ein G5-iMac.
Als weitere Neuerung wurde der mini-VGA-Anschluss durch einen mini-DVI-Anschluss ersetzt, der nun auch den Betrieb eines zweiten Monitors zur Erweiterung des Desktops erlaubt. Die mit Ende der dritten Generation (Rev C) eingeführte eingebaute Webcam iSight ist auch in dieser Generation wieder vorhanden.

### Education iMac (Mitte 2006)
Im Juli 2006 wurde eine besondere Version des 17-Zoll-iMacs eingeführt, die über eine leistungsschwächere Grafikhardware (die Ausführung besitzt keine Grafikkarte, stattdessen wird die Grafik im Intel-Chipsatz verwendet) verfügt, außerdem ist statt des DVD-Brenners („super drive“) ein „combo drive“ eingebaut. Im Gegensatz zum Standardmodell fehlen außerdem die Fernbedienung Apple Remote und das integrierte Bluetooth-Modul. Aufgrund dieser Einsparungen beläuft sich der Preis für den iMac auf 938 Euro. Er wird als iMac für Kunden im Bildungsbereich beworben, also zum Beispiel für Schulen.
Nachdem der neue iMac anfangs einige Tage lang im „Bildungs-Store“ von Apple zu bestellen war, war er kurz darauf nur noch direkt von Bildungseinrichtungen zu beziehen.

### Ende 2006
Im September 2006 stellte Apple erneut überarbeitete Modelle des iMac vor. Erstmals wurde ein Gerät mit einem 24-Zoll-Bildschirm angeboten. Die Geräte mit 17″ und 20″ Bilddiagonale bleiben auch weiterhin im Programm. Der Education iMac ist nun als offizielles kostengünstiges Einsteiger-Gerät (engl. „low end“) auch für Privatkunden erhältlich. Die Geräte sind alle mit dem Intel Core 2 Duo-Prozessor ausgestattet, der die 64-Bit-Befehlserweiterung Intel 64 enthält. Als echte Neuerung sind, vorerst nur beim iMac 24″, alle wichtigen Teile des Rechners austauschbar, was bedeutet, dass man das 24″-Modell mit verschiedenen Komponenten bestellen kann. Allerdings werden Komponenten wie z. B. die Grafikkarte gelötet, wodurch es dem Endbenutzer nicht möglich ist, die Komponenten nachträglich auszutauschen (RAM-Speicher ausgenommen).

## Fünfte Generation (2007)

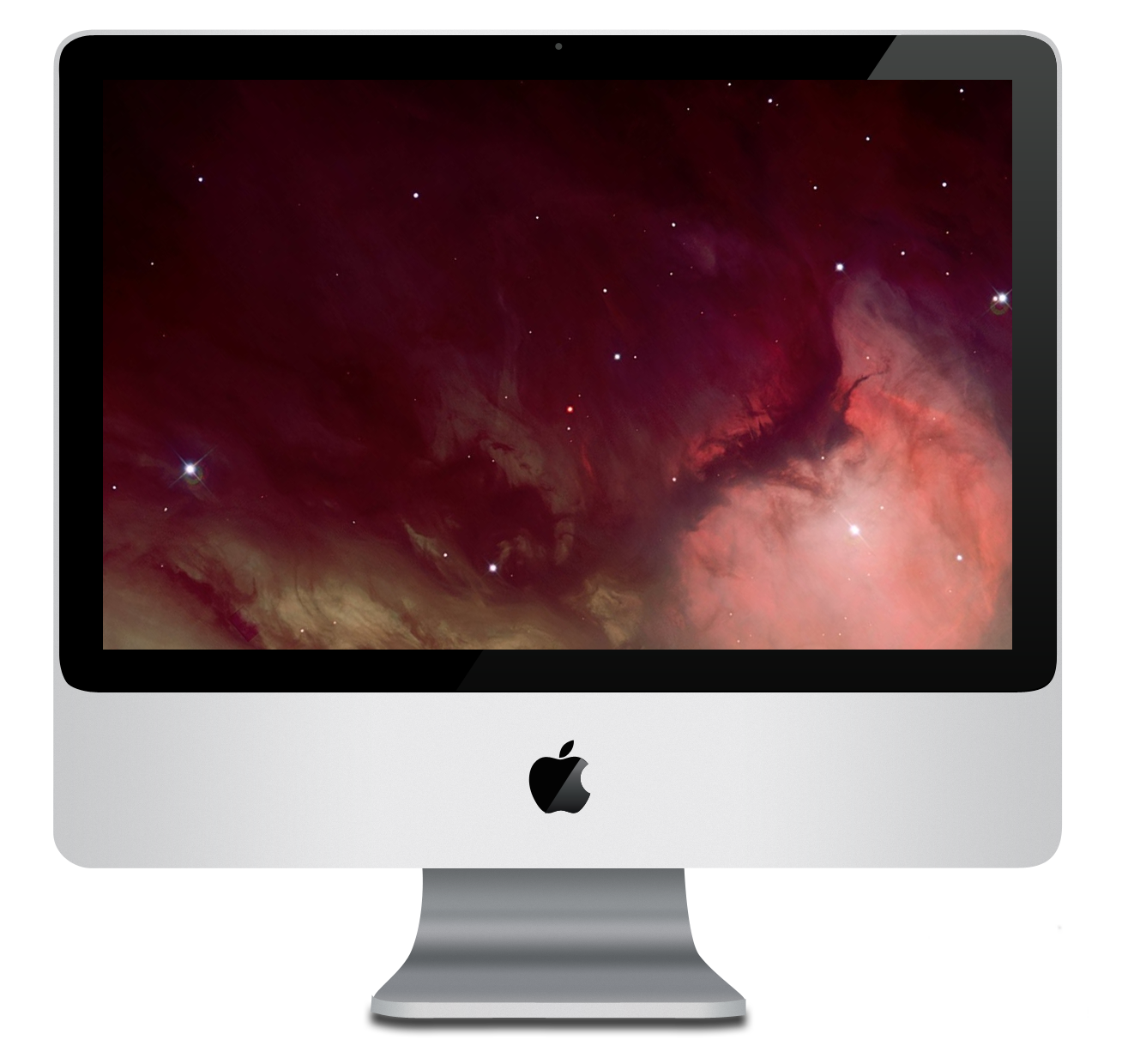
iMac der 5. Generation

### Mitte 2007
Am 7. August 2007 stellte Steve Jobs eine neue iMac-Generation vor. Die Hülle des iMacs besteht nun aus Aluminium und Glas. Im Vergleich zu den Vorgängermodellen ist die neue Generation dünner und nur noch mit einer Schraube (statt bisher zwei) am Gehäuse, mit der der Arbeitsspeicher ein- und ausgebaut werden kann, versehen. Die Rückseite besteht aus mattem schwarzem Kunststoff, in dem das Apple-Logo glänzend eingeprägt ist. Der iMac ist mit einem 20- oder 24-Zoll-Breitbildmonitor erhältlich und wird mit einer neuen, flachen USB-Tastatur in Aludesign und mit besonderen Tasten für erweiterte Funktionen ausgeliefert.
Im neuen iMac ist es nun möglich 4 GB RAM zu verbauen (statt vorher 3 GB) und das 20″-Gerät verfügt erstmals neben einem Firewire-400-Port auch über einen Firewire-800-Port.

#### Bekannte Probleme und Kritikpunkte
- Im 20″-Modell ist nur noch ein einfaches TN-Panel eingebaut.
- Seit dem EFI-Update klagen zahlreiche Benutzer über langsame Systeme im Zusammenhang mit der USB-Schnittstelle.
- Der Magnet, mittels dessen man bei der vierten Generation die Fernbedienung einfach am Gehäuse befestigen konnte, wurde weggelassen.
- Das Display ist nun hochglänzend, wodurch das Bild durch jegliche Verschmutzung sehr schnell beeinträchtigt werden kann. In Verbindung mit Sonnenlicht kommt es außerdem deswegen zu störenden Reflexionen der Umgebung. Die Hintergrundbeleuchtung ist aber so stark, dass bei anderen Lichtverhältnissen etwaige Reflexionen in der Regel nicht wahrgenommen werden.

### Anfang 2008
Am 28. April 2008 erschien eine neue Version des iMacs, die unter anderem bis zu 3,06 GHz im Spitzenmodell bietet. Als Grafikkarte kommen eine ATI Radeon HD 2400 XT (im 20″-Modell mit 2,4 GHz), eine ATI Radeon HD 2600 PRO (20″ mit 2,66 GHz und 24″) oder optional eine Nvidia GeForce 8800 GS (die in Wirklichkeit eine 8800M GTS ist) zum Einsatz. Die Preise für das Einstiegsmodell mit 20″-Bildschirm wurden auf 999 Euro gesenkt und der CPU-Takt von 2,0 auf 2,4 GHz angehoben. Zudem kommen jetzt Penryn-Prozessoren zum Einsatz, die einen von 4 auf 6 MB erhöhten L2-Cache beinhalten.

### Anfang 2009
Am 3. März 2009 ist eine weitere Version des iMacs erschienen. Der CPU-Takt des Einstiegsmodells wurde auf 2,66 GHz erhöht, das Spitzenmodell bietet weiterhin 3,06 GHz. Als Grafikkarten kommen eine Nvidia GeForce 9400M (20″ und 24″-Modell mit 2,66 GHz), eine Nvidia GeForce GT 120 (im 24″-Modell mit 2,93 GHz) und eine Nvidia GeForce GT 130 (im 24″-Modell mit 3,06 GHz) hinzu. Eine ATI Radeon HD 4850 512 MB ist gegen Aufpreis ebenfalls erhältlich.
Die Preise für das 20″-Modell wurden wieder auf 1.099 Euro angehoben. Weiterhin kommen im iMac die Penryn-Prozessoren zum Einsatz. Der Arbeitsspeicher (RAM) wurde standardmäßig auf 2 GB (20-Zoll-Modell) bzw. 4 GB (24-Zoll-Modelle) angehoben. Weiterhin wurde der Arbeitsspeicher von DDR2 auf DDR3 umgestellt, somit kann der Arbeitsspeicher auf bis zu 8 GB RAM, zuvor waren nur 4 GB möglich, erweitert werden. Abgesehen vom nun flach zulaufenden Standfuß und den Anschlüssen, statt FireWire 400 jetzt 800, an der Rückseite, hat sich das Äußere des iMacs nicht verändert.

## Sechste Generation (2009)

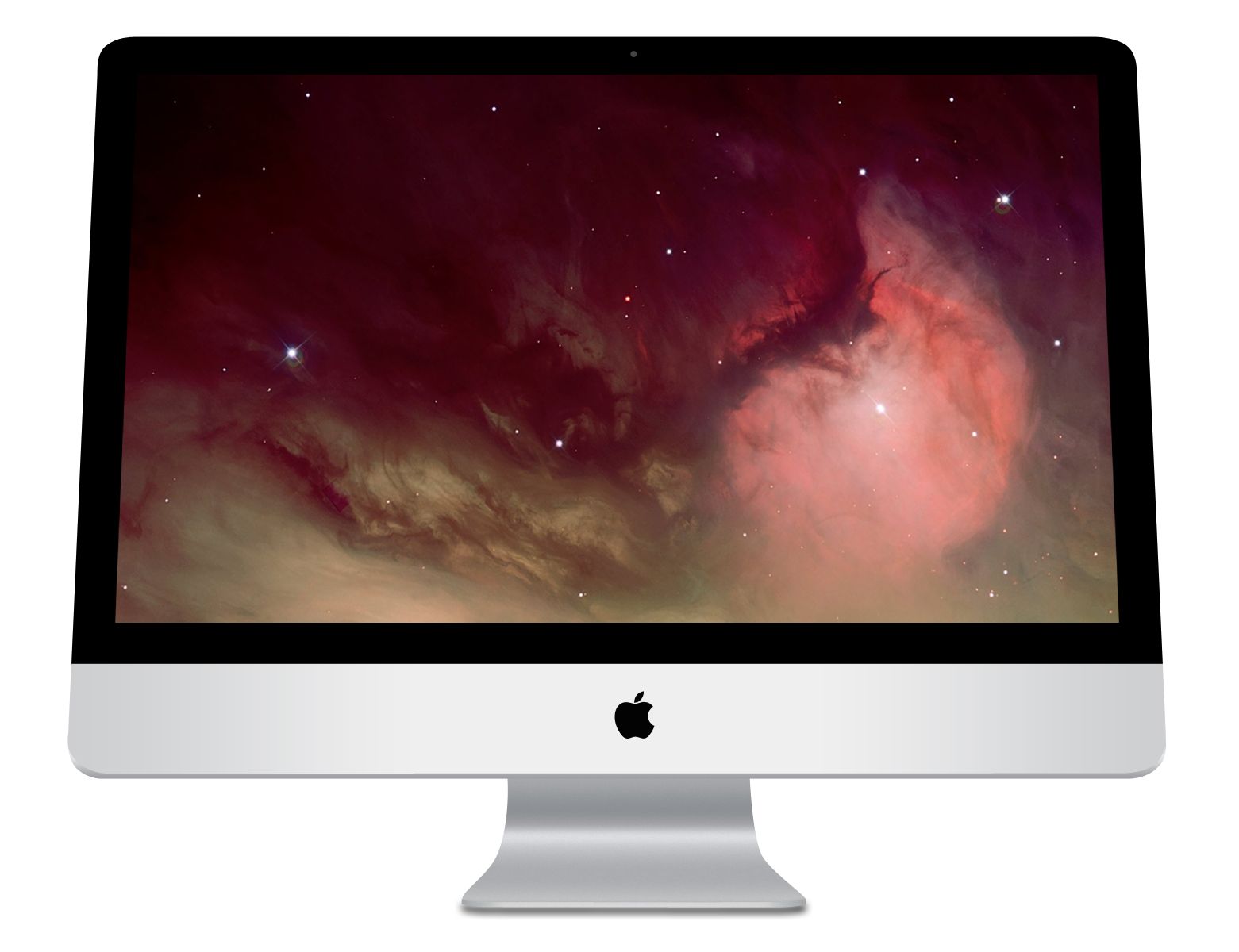
iMac der 6. Generation

### Ende 2009
Am 20. Oktober 2009 stellte Apple Inc. eine neue Generation der iMacs vor. Das kleinste Modell bietet nun ein 21,5″ (1920×1080) großes Display und eine 500 GB Festplatte, das größte hat ein 27″ (2560×1440) Display und eine 1 TB oder 2 TB Festplatte. Alle Modelle verfügen über IPS-Displays mit LED-Hintergrundbeleuchtung. Der 21,5″-iMac sowie das günstigste 27″-Modell verfügen standardmäßig über einen 3,06 GHz oder einen optionalen 3,33 GHz Intel-Core-2-Duo-Prozessor. Das zweite 27″-Modell ist mit dem 2,66 GHz Core i5 oder dem wahlweise erhältlichen 2,8 GHz Core-i7-Prozessor von Intel der erste iMac mit einer Quad-Core-CPU.
Alle iMacs verfügen nun über vier Steckplätze für den Arbeitsspeicher und werden ab Werk mit 4 GB RAM ausgestattet, der sich im 21,5″-Modell und im 27″-Modell auf bis zu 16 GB erweitern lässt. Zudem wurde die Grafikleistung mit dem Nvidia GeForce 9400M von Nvidia im günstigsten iMac und dem ATI-Radeon-HD-4670-Grafikprozessor in den anderen Modellen verbessert. Die Radeon-HD-4850-Grafikkarte ist im Quad-Core iMac ab Werk schon verbaut.
Das Gehäuse ist ab dieser Baureihe komplett aus einem Stück Aluminium gefräst („Unibody“), so dass die Rückseite des iMacs nun nicht mehr schwarz, sondern ebenfalls aluminiumfarbig ist.
Standardmäßig wird der iMac mit einer kabellosen Tastatur und der Magic Mouse ausgeliefert. Apple baut ab dieser Version außerdem einen SD-Kartenslot in den iMac ein.

### Mitte 2010
Am 27. Juli 2010 wurde eine neue Revision des iMacs vorgestellt. Äußerliche Änderungen gab es keine. In allen Modellen werden nun Intel Core i-Prozessoren verbaut. Im günstigsten Modell ist eine 500-GB-Festplatte verbaut, in allen anderen hat diese eine Kapazität von 1 TB. Im leistungsstärkeren Modell mit 27″-Bildschirm kommt standardmäßig ein Intel Core i5 (Quad-Core) mit 2,8 GHz und eine ATI Radeon 5750 zum Einsatz. Ein Intel Core i7 mit 2,93 GHz ist hier optional gegen Aufpreis erhältlich. In allen anderen Modellen ist ein Core i3 (Dual-Core) mit 3,2 GHz und einer ATI Radeon 4670 (Low-End Modell), bzw. Core i5 (Dual-Core) mit 3,6 GHz und einer ATI Radeon 5670 verbaut. Neu bei diesem Modell ist die Möglichkeit zusätzlich zur konventionellen Festplatte und zum Superdrive eine SSD verbaut zu bekommen, die bei darauf installierten Betriebssystem ein deutlich schnelleres Starten von Programmen und des Rechners selbst bietet.

### Mitte 2011
Am 3. Mai 2011 wurde eine neue Revision des iMacs vorgestellt. Äußerliche Änderungen gab es keine, erneut konzentriert sich die Modellpflege auf die Aktualisierung der eingebauten Komponenten. In allen Modellen werden nun aktuelle Intel Quad-Core i-Prozessoren der Sandy-Bridge-Mikroarchitektur verbaut sowie die Grafikchips auf die derzeitige AMD GPU-Generation aktualisiert. Weiterhin wurde anstelle des Mini DisplayPort Intels universelle Thunderbolt-Schnittstelle verbaut. Nach dem MacBook Pro ist der iMac damit nun die zweite Modellserie von Apple mit diesem Anschluss. Außerdem verfügt der iMac nun über eine integrierte FaceTime-HD-Kamera.
Es wurde der Standard von SATA III (6 GBit/s) eingeführt. Zwei Anschlüsse für HDD/SSD stehen zur Verfügung. Der dritte Datenbus (SATA II – 3 GBit/s) wird für das SuperDrive verwendet.

## Siebte Generation (2012)

### Ende 2012

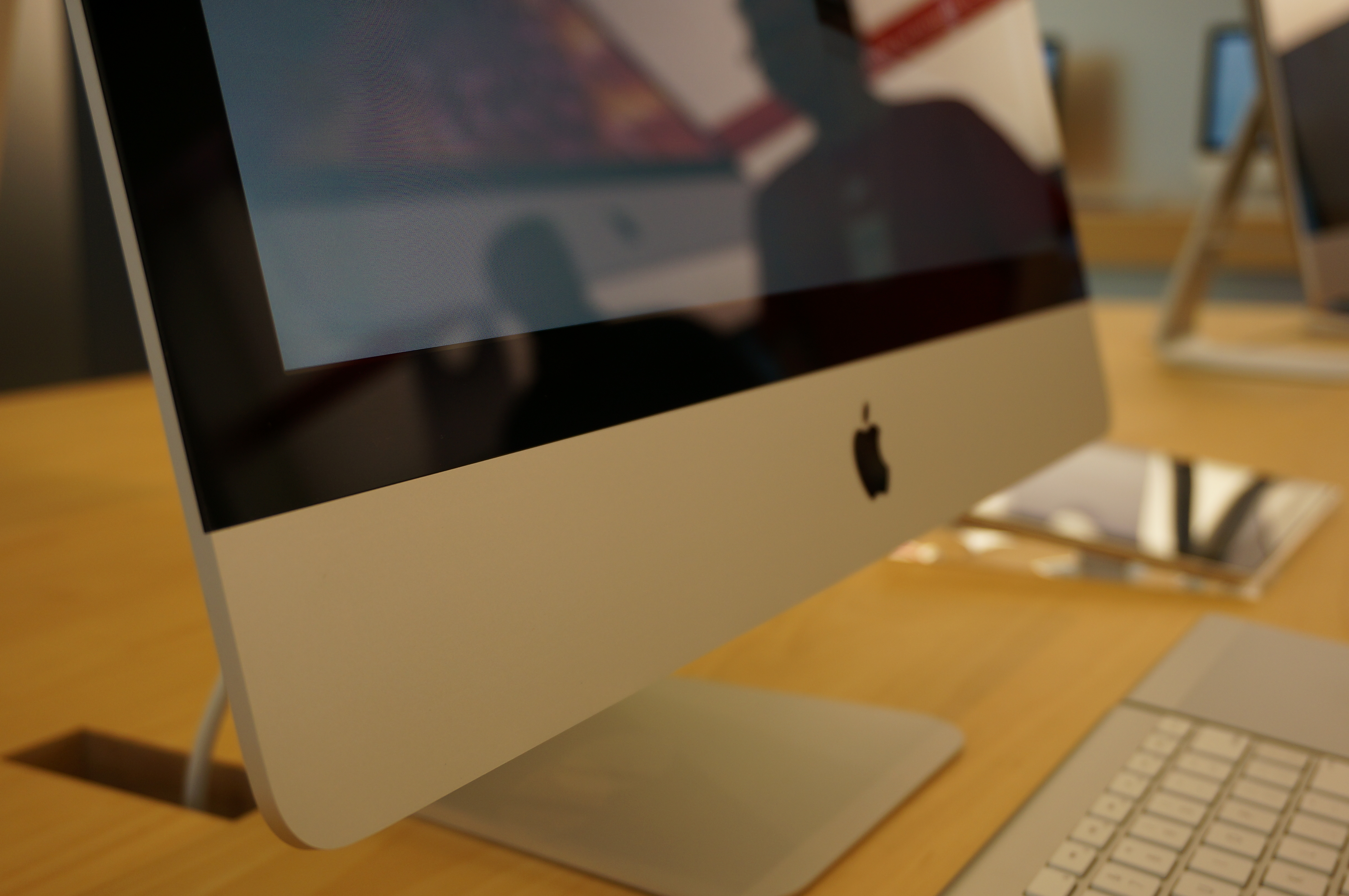
Kante des iMacs

Am 23. Oktober 2012 stellte Apple Inc. eine neue Generation der iMacs vor. Das kleinste Modell bietet ein 21,5″ (1920×1080) großes Display und eine 1 TB Festplatte, das größte Modell besitzt ein 27″ (2560×1440) Display und wahlweise eine 1 TB oder 3 TB Festplatte, 1 TB oder 3 TB Fusion Drive oder 768 GB Flash-Speicher. Alle Modelle verfügen über IPS-Displays mit LED-Hintergrundbeleuchtung. Der kleinste 21,5"-iMac verfügt standardmäßig über einen 2,7 GHz Core i5, steigert sich dann auf 2,9 GHz Core i5 mit der Option auf 3,1 GHz Core i7. Der kleinste 27"-iMac startet bei 2,9 GHz Core i5, das Spitzenmodell verfügt standardmäßig über einen 3,2 GHz Core i5, der im Apple Store zum 3,4 GHz Core-i7-Prozessor von Intel umkonfiguriert werden kann.
Alle iMacs verfügen über vier Steckplätze für den Arbeitsspeicher und werden ab Werk mit 8 GB RAM ausgestattet, der sich im 21,5″-Modell auf 16 GB und im 27″-Modell auf bis zu 32 GB erweitern lässt. Nur bei dem 27″-Modell lässt sich der Arbeitsspeicher ohne Entfernen des Displays nachträglich erweitern. Zudem wurde die Grafikleistung mit dem Nvidia GeForce GT 640M von Nvidia im günstigsten iMac und dem GeForce GT 675MX Grafikprozessor in den anderen Modellen verbessert. Wahlweise kann im 27" Modell auch eine GeForce GT 680MX mit 2 GB dediziertem Speicher gewählt werden.
Standardmäßig wird der iMac mit einem Wireless Keyboard und einem Eingabegerät (Magic Mouse oder Trackpad) ausgeliefert. Aufgrund des dünneren Designs des Displays wurde auf ein optisches Laufwerk verzichtet.
Am 14. März 2013 erweiterte Apple Inc die aktuelle iMac-Generation um eine neue Version, die über eine VESA-Mount-Befestigungsoption verfügt. Sie werden standardmäßig ohne Standfuß ausgeliefert und sind in den beiden Standardvarianten mit 21,5- und 27-Zoll-Bildschirm, um jeweils 40 Euro Aufpreis gegenüber der Version mit Standfuß erhältlich.

### Ende 2013
Am 24. September 2013 aktualisierte Apple die iMacs mit neuen WLAN-Karten, die den Standard 802.11ac unterstützen. In allen Modellen befinden sich nun Intel-Core-i5-Prozessoren der Intel-Haswell-Mikroarchitektur (optional auch mit Intel Core i7 erhältlich). Eine ebenfalls optionale SSD oder das Fusion Drive basieren bei den neuen Modellen auf PCIe. Der kleinste 21,5″-iMac verfügt über eine Intel-Iris-Pro-Grafikeinheit, alle anderen Modelle haben eine Nvidia Nvidia-GeForce-Grafikkarte. Das Spitzenmodell mit 21,5″ hat eine Nvidia GeForce GT 750M, das kleinste 27″-Modell eine Nvidia GeForce GT 755M und der größte 27″-iMac wird von einer NVIDIA GeForce GTX 780M mit 4 GB dediziertem GDDR5-Grafikspeicher betrieben. Weiterhin ist OS X Mavericks seit dem 22. Oktober 2013 serienmäßig vorinstalliert und Versionen mit einer VESA-Mount-Befestigungsoption sind erhältlich, welche ohne einen Standfuß ausgeliefert werden.

### Mitte 2014
Am 18. Juni 2014 wurde ein günstigeres Einstiegsmodell vorgestellt, welches ein 21,5 Zoll großes Display, einen schwächeren 1,4-GHz-Intel-Core-i5-Zweikernprozessor, nur eine 500-GB-Festplatte und keine zusätzliche Grafikkarte verbaut hat.

### Ende 2015
Die 27″-Modelle ohne Retina-Bildschirm wurden aus dem Verkauf genommen. Bis auf das aktualisierte Einstiegsmodell besitzen alle iMacs einen Retina-Bildschirm. Dieses Modell ohne Retina-Bildschirm erhält neue Intel-Prozessoren der 5. Generation und schnelleren Arbeitsspeicher.

### 2017
Das Einstiegsmodell erhält neue Prozessoren der 7. Generation und DDR4-Arbeitsspeicher.

## Achte Generation (2014)

### Ende 2014
Am 16. Oktober 2014 präsentierte Apple mit dem neuen iMac-27″-Retina-5K-Display ein Modell ausgestattet mit einem 5K Retina Screen und verbesserten Hardware-Spezifikationen.

### Ende 2015
Seit dem 13. Oktober 2015 verkauft Apple den iMac 21,5″ mit einem Retina-4K-Display, das eine Auflösung von 4096 × 2304 Pixeln hat. Neben dem neuen 4K-iMac hat Apple weitere Veränderungen in der iMac-Reihe vorgenommen und die 27″-iMacs ohne 5K-Display aus dem Verkauf genommen. Die Hardware der Modelle wurde verbessert. Der Arbeitsspeicher bietet bei allen Modellen eine Taktung von 1867 MHz. Das 27″-Modell besitzt nun 4 SO-DIMM-Steckplätze und lässt sich somit – wenn auch nicht offiziell von Apple unterstützt – auf 64 GB RAM aufrüsten. Alle 21,5″-Modelle bieten nun Intel-Prozessoren der Broadwell-Generation, alle 27″-Modelle welche der neueren Skylake-Architektur. Die Modelle mit Retina-Display bieten einen P3-Farbraum, der 25 % mehr Farben als sRGB bietet. Der Einstiegspreis des 5K-Modells wurde auf 2.099 € gesenkt und eine dritte, günstigere Variante hinzugefügt.
Damit einhergehend hat Apple auch die Magic Mouse 2, das Magic Keyboard und das Magic Trackpad 2 vorgestellt. Alle drei erhalten ihren Strom nun nicht mehr über AA-Batterien, sondern über einen integrierten Akku, der seine Energie über den auch beim iPhone und iPad verwendeten Lightning-Anschluss erhält und besitzen Bluetooth 4.2. Dadurch sind alle Geräte insgesamt dünner geworden. Die Magic Mouse erhielt zudem eine überarbeitete Unterseite, welche für flüssigeres Bedienen und mehr Stabilität sorgen soll. Sie ist auch länger und leichter geworden. Die Tasten des Magic Keyboards wurden angepasst und seine Größe um 13 % verringert. Außerdem wurde die Stabilität der Tasten durch einen verbesserten Mechanismus um 33 % erhöht. Die Eingabefläche des Magic Trackpad 2 wurde um 29 % vergrößert. Es erhielt die vom MacBook 2015 und MacBook Pro 2015 bekannte Funktion „Force Touch“. Bei jedem neuen iMac sind ein Magic Keyboard sowie eine Magic Mouse 2 im Lieferumfang enthalten (Magic Trackpad 2 gegen Aufpreis).

### 2017
Der iMac 2017 wurde am 5. Juni von Apple auf der WWDC vorgestellt und bietet die 7. Generation der Intel-Core-i5- und i7-Prozessoren (Kaby Lake) mit DDR4-SODIMM-Arbeitsspeicher (2400 MHz) und den neuen Grafikkarten von AMD (AMD Radeon Pro 5-Serie). Bis auf das Einstiegsmodell mit 2,5 GHz und 21,5″ verfügen die iMacs über ein überarbeitetes 4K- und 5K-Display von LG. Die höher auflösenden Displays leuchten nun mit 500 Nit/500 cd, bieten den großen P3-Farbraum und 10-Bit-Dithering. Erstmals seit 2012 wurden auch die Anschlüsse leicht verändert und die zwei Thunderbolt-2-Anschlüsse vom Vorgängermodell durch Thunderbolt 3 im USB-C-Format getauscht. Der Arbeitsspeicher des 27″ ist erweiterbar, beim 21,5″-Modell wurde wie beim Vorgänger modularer SODIMM-RAM verbaut, so dass nach Lösen des Displays der Arbeitsspeicher ebenfalls getauscht werden kann. Die CPUs beider Modelle sind theoretisch ersetzbar durch jeden i5 und i7 der 7. Generation (Kaby Lake; Sockel 1151). Nicht alle iMacs aus diesem Jahr haben in der Standardkonfiguration Apples Fusion-Drive-Technologie. Die zwei kleinsten 21,5″-Modelle sind beide jeweils mit einer 1-TB-2,5″-Festplatte mit 5.400 Umdrehungen/Minute ausgestattet. Die höher konfigurierten Geräte haben Fusion Drive 1 oder 2 TB in Verbindung mit 32 GB SSD, die konfigurierbare SSD-Kapazität bei dem 21,5″-iMac ist von 256 GB bis 1 TB, beim 27″-iMac von 1 bis 2 TB. Das vorhandene Mikrofon wurde in der Lautsprecher-Leiste statt wie vorher auf der Rückseite platziert. Auch die beigelegten Eingabegeräte haben sich leicht geändert. Standardmäßig im Lieferumfang enthalten sind Magic Mouse 2 und Magic Keyboard. Zu einem Aufpreis von 30 € bekommt man das Magic Keyboard mit Ziffernblock, weiterhin ist auch das Magic Trackpad 2 für 60 € Aufpreis erhältlich.

### 2019
Der iMac 2019 wurde am 19. März von Apple in einer aktualisierten Version ohne Event präsentiert. Neu bekommt der iMac 21,5″ einen 6-Kern-Prozessor der 8. Intel-Core-i5- oder -i7-Generation. Der 27″ iMac ist maximal mit einem 8‑Core Intel Core i9 Prozessor erhältlich. Beide Modelle können mit einer Radeon-Pro-Vega-Grafikkarte ausgerüstet werden.
Am 9. Juli 2019 wurden die Preise der SSD-Optionen mit mehr als 256 GB reduziert.
Am 20. März 2021 wurden die Optionen mit 512 und 1024 GB (entspricht 1 TB) des iMac 21,5″ eingestellt.

### 2020
Am 4. August 2020 wurde der iMac 27″ aktualisiert. Die Prozessoren sind nun Intel-Core-Modelle der 10. Generation als i5, i7 und i9.
Erstmals lässt sich der iMac nun mit einem 10-Kern-Prozessor konfigurieren. Als weitere Neuerung gibt es nun die Grafikkarten aus der AMD-Radeon-5000-Serie sowie den aus anderen Modellen bereits bekannten T2-Security-Chip. Auch die von vielen Seiten als nicht mehr zeitgemäß kritisierte 720p-FaceTime-HD-Kamera wurde durch ein 1080p-Modell ersetzt. Der Bildschirm kann, wie beim Apple Pro Display XDR, gegen Aufpreis mit einer Nano-Textur versehen werden, um Regenbogen-Artefakte und Reflexionen, die bei matten Displays zustande kommen können, zu verhindern.

## Neunte Generation (2021)

### 2021

iMac M1 2021

Am 20. April 2021 wurde der neue 24″-iMac mit dem M1-Prozessor vorgestellt. Der iMac hat ein 4,5K-Display und ist in sieben Farben verfügbar. Anders als das Vorgänger-Design von 2014 verfügt der iMac über keine gewölbte Rückseite, sondern erscheint im Wesentlichen nur noch wie eine ebene, 11,5 mm dicke Scheibe. Das Netzteil ist extern und erlaubt bei manchen Modellen einen Anschluss eines Ethernet-Kabels. Als Zubehör gibt es eine drahtlose Tastatur mit Touch ID, die auch mit anderen Rechnern mit M1-Prozessor kompatibel ist. Ein optischer Unterschied ist, dass der iMac in der neunten Generation in deutlich mehr Farben erhältlich ist als noch die Vorgängergeneration, und das Erscheinungsbild dadurch deutlich bunter ist. Dabei ist die Rückseite aus mattem Aluminium in dunklen Farben gehalten, die Vorderseite im Gegensatz dazu pastellfarben, der Rand um den Bildschirm ist weiß. Ein iMac mit einem 27″-Bildschirm gibt es nicht mehr.

### 2023
Am 30. Oktober 2023 wurden technische Neuerungen für den 24″-iMac vorgestellt, u. a. der Apple M3 Prozessor mit einer 10-Kern-GPU, der hardwarebeschleunigtes Raytracing ermöglicht. Für die Konnektivität kommen Wi-Fi 6E sowie Bluetooth 5.3 zum Einsatz. Die 3,5-mm-Klinkenbuchse liefert nun erweiterte Unterstützung für Kopfhörer mit hoher Impedanz.

## iMac Pro

Der iMac Pro 2017, erstmals in Space Grau.

Im Juni 2017 veröffentlichte Apple, ebenfalls auf der WWDC, ein neues Modell des iMac: Den iMac Pro, der sich in erster Linie an professionelle Anwender richten soll.
Im äußeren Design unterscheidet sich der iMac Pro, bis auf die Farbe in Space Grau, kaum von der siebten Generation. Im Inneren befinden sich Workstation-Komponenten, die bei Apple sonst nur im Mac Pro erhältlich sind. Ein iMac Pro kann mit bis zu einem 18-Core-2,3-GHz-Intel-Xeon-W-Prozessor ausgestattet werden und der Arbeitsspeicher ist erstmals auch als 128-GB-DDR4-ECC mit 2666 MHz erhältlich. Die Speicherslots lassen sich aber auch von Apple oder einem von Apple autorisierten Repair Center im Nachhinein aufrüsten. Die Festplattenkonfiguration liegt bei 1 TB bis 4 TB SSD. Die Monitorgröße beträgt 27 Zoll bei einer Anzahl von 5120×2880 Pixeln; es lassen sich bis zu zwei weitere externe 5K-Monitore anschließen. Weitere Neuerungen sind überarbeitete Anschlüsse (10 GB Ethernet, SD-Kartenslot mit UHS-II-Unterstützung) sowie die Möglichkeit einer Grafikkarte vom Typ Vega 56 oder Vega 64 Radeon Pro.
Der iMac Pro wurde besonders für seine Geräuscharmut gelobt, die das Ergebnis einer verbesserten Lüftung ist, aber auch für die hohe Performance. Kritisiert wurden die komplizierte Reparatur des iMac Pro, die wenigen Möglichkeiten zur Aufrüstung sowie der hohe Preis.
Am 9. Juli 2019 wurden die Preise der SSD-Optionen reduziert.
Im März 2021 wurde bekannt, dass Apple die Produktion des iMac Pro eingestellt hat.

## Ausführungen

### Röhrenmonitor (CRT)
- iMac G3 Sommer 2001 – 500, 600 oder 700 MHz PPC 750 G3
- iMac G3 Anfang 2001 – 400, 500, oder 600 MHz PPC 750 G3
- iMac G3 Sommer 2000 – 350, 400, 450 oder 500 MHz PPC 750 G3
- iMac G3 DV Slot-Loading – 350 oder 400 MHz PPC 750 G3
- iMac G3 5 Farben – 266 oder 333 MHz PPC 750 G3
- iMac G3 „Bondi Blue“ 1998 – 233 MHz PPC 750 G3

### Flachbildschirm (LCD)
| Modell                           | Display | Modell-         | Modell- | Order-     | Prozessor                                                             | Prozessor           | Bus      | RAM              | RAM    | RAM    | HDD    | optisches        | Einführung | Einführung   |
| Modell                           | Display | Identifizierung | Nummer  | Nummer     | Typ                                                                   | Takt                | Takt     | Typ              | Größe  | Max.   | HDD    | Laufwerk         | Datum      | Preis (US-$) |
| iMac (Flat Panel)                | 15"     | PowerMac4,2     | M6498   | M8672xx/B  | PPC 7450 (G4)                                                         | 700 MHz             | 100 MHz  | PC133 SDRAM      | 128 MB | 1 GB   | 40 GB  | 10x CD-RW        | 2002-01    | 1299         |
| iMac (Flat Panel)                | 15"     | PowerMac4,2     | M6498   | M7677xx/B  | PPC 7450 (G4)                                                         | 700 MHz             | 100 MHz  | PC133 SDRAM      | 256 MB | 1 GB   | 40 GB  | Combo            | 2002-01    | 1499         |
| iMac (Flat Panel)                | 15"     | PowerMac4,2     | M6498   | M8535xx/B  | PPC 7450 (G4)                                                         | 800 MHz             | 100 MHz  | PC133 SDRAM      | 256 MB | 1 GB   | 60 GB  | 2x SuperDrive    | 2002-01    | 1799         |
| iMac (17" Flat Panel)            | 17"     | PowerMac4,5     | M6498   | M8812xx/A  | PPC 7450 (G4)                                                         | 800 MHz             | 100 MHz  | PC133 SDRAM      | 256 MB | 1 GB   | 80 GB  | 2x SuperDrive    | 2002-07    | 1999         |
| iMac (15" Spring 2003)           | 15"     | PowerMac4,2     | A6498   | M9105xx/A  | PPC 7450 (G4)                                                         | 800 MHz             | 100 MHz  | PC133 SDRAM      | 256 MB | 1 GB   | 60 GB  | 32x Combo        | 2003-02    | 1299         |
| iMac (17" Flat Panel, 1 GHz)     | 17"     | PowerMac6,1     | A6498   | M8935xx/A  | PPC 7455 (G4)                                                         | 1,0 GHz             | 133 MHz  | PC133 SDRAM      | 256 MB | 1 GB   | 80 GB  | 4x SuperDrive    | 2003-02    | 1799         |
| iMac (15" USB 2.0)               | 15"     | PowerMac6,1     | --      | M9285xx/A  | PPC 7455 (G4)                                                         | 1,0 GHz             | 167 MHz  | PC2700 DDR       | 256 MB | 1 GB   | 80 GB  | 32x Combo        | 2003-09    | 1299         |
| iMac (17" USB 2.0)               | 17"     | PowerMac6,1     | --      | M9168xx/A  | PPC 7455 (G4)                                                         | 1,25 GHz            | 167 MHz  | PC2700 DDR       | 256 MB | 1 GB   | 80 GB  | 4x SuperDrive    | 2003-09    | 1799         |
| iMac (20" USB 2.0)               | 20"     | PowerMac6,3     | --      | M9290xx/A  | PPC 7455 (G4)                                                         | 1,25 GHz            | 167 MHz  | PC2700 DDR       | 256 MB | 1 GB   | 80 GB  | 4x SuperDrive    | 2003-11    | 2199         |
| iMac G5 (17")                    | 17"     | PowerMac8,1     | A1058   | M9248xx/A  | PowerPC 970fx (G5)                                                    | 1,6 GHz             | 533 MHz  | PC3200 DDR       | 256 MB | 2 GB   | 80 GB  | 8x Combo         | 2004-08    | 1299         |
| iMac G5 (17")                    | 17"     | PowerMac8,1     | A1058   | M9249xx/A  | PowerPC 970fx (G5)                                                    | 1,8 GHz             | 600 MHz  | PC3200 DDR       | 256 MB | 2 GB   | 80 GB  | 4x SuperDrive    | 2004-08    | 1499         |
| iMac G5 (20")                    | 20"     | PowerMac8,1     | A1076   | M9250xx/A  | PowerPC 970fx (G5)                                                    | 1,8 GHz             | 600 MHz  | PC3200 DDR       | 256 MB | 2 GB   | 160 GB | 4x SuperDrive    | 2004-08    | 1899         |
| iMac G5 (17" ALS)                | 17"     | PowerMac8,2     | A1058   | M9843xx/A  | PowerPC 970fx (G5)                                                    | 1,8 GHz             | 600 MHz  | PC3200 DDR       | 512 MB | 2 GB   | 160 GB | 8x Combo         | 2005-05    | 1299         |
| iMac G5 (17" ALS)                | 17"     | PowerMac8,2     | A1058   | M9844xx/A  | PowerPC 970fx (G5)                                                    | 2,0 GHz             | 667 MHz  | PC3200 DDR       | 512 MB | 2 GB   | 160 GB | 4x SuperDrive    | 2005-05    | 1499         |
| iMac G5 (20" ALS)                | 20"     | PowerMac8,2     | A1076   | M9845xx/A  | PowerPC 970fx (G5)                                                    | 2,0 GHz             | 667 MHz  | PC3200 DDR       | 512 MB | 2 GB   | 160 GB | 4x SuperDrive    | 2005-05    | 1799         |
| iMac G5 (17" iSight)             | 17"     | PowerMac12,1    | A1144   | MA063xx/A  | PowerPC 970fx (G5)                                                    | 1,9 GHz             | 633 MHz  | PC2-4200 DDR-2   | 512 MB | 2,5 GB | 160 GB | 8x DL SuperDrive | 2005-10    | 1299         |
| iMac G5 (20" iSight)             | 20"     | PowerMac12,1    | A1145   | MA064xx/A  | PowerPC 970fx (G5)                                                    | 2,1 GHz             | 700 MHz  | PC2-4200 DDR-2   | 512 MB | 2,5 GB | 250 GB | 8x DL SuperDrive | 2005-10    | 1699         |
| iMac (17" Early 2006)            | 17"     | iMac4,1         | A1173   | MA199xx    | Intel Core Duo T2400 (Yonah)                                          | 1,83 GHz            | 667 MHz  | PC2-5300 DDR-2   | 512 MB | 2 GB   | 160 GB | 8x DL SuperDrive | 2006-01    | 1299         |
| iMac (20" Early 2006)            | 20"     | iMac4,1         | A1174   | MA200xx    | Intel Core Duo T2500 (Yonah)                                          | 2,0 GHz             | 667 MHz  | PC2-5300 DDR-2   | 512 MB | 2 GB   | 250 GB | 8x DL SuperDrive | 2006-01    | 1699         |
| iMac (17" Mid 2006)              | 17"     | iMac4,2         | A1195   | MA406xx/A  | Intel Core Duo T2400 (Yonah)                                          | 1,83 GHz            | 667 MHz  | PC2-5300 DDR-2   | 512 MB | 2 GB   | 80 GB  | DVD-ROM/CD-RW    | 2006-07    | 899          |
| iMac (17" Late 2006 CD)          | 17"     | iMac5,2         | A1195   | MA710xx    | Intel Core 2 Duo T5600 (Merom)                                        | 1,83 GHz            | 667 MHz  | PC2-5300 DDR-2   | 512 MB | 2 GB   | 160 GB | 24x Combo        | 2006-09    | 999          |
| iMac (17" Late 2006)             | 17"     | iMac5,1         | A1208   | MA590xx    | Intel Core 2 Duo T7200 (Merom)                                        | 2,0 GHz             | 667 MHz  | PC2-5300 DDR-2   | 1 GB   | 3 GB   | 160 GB | 8x DL SuperDrive | 2006-09    | 1199         |
| iMac (17" Late 2006)             | 17"     | iMac5,1         | A1208   | MA590xx    | Intel Core 2 Duo T7400 (Merom)                                        | 2,16 GHz            | 667 MHz  | PC2-5300 DDR-2   | 1 GB   | 3 GB   | 160 GB | 8x DL SuperDrive | 2006-09    | 1299         |
| iMac (20" Late 2006)             | 20"     | iMac5,1         | A1207   | MA589xx    | Intel Core 2 Duo T7400 (Merom) [Intel Core 2 Duo T7600 (Merom)]       | 2,16 GHz [2,33 GHz] | 667 MHz  | PC2-5300 DDR-2   | 1 GB   | 3 GB   | 250 GB | 8x DL SuperDrive | 2006-09    | 1499[1749]   |
| iMac (24" Late 2006)             | 24"     | iMac6,1         | A1200   | MA456xx    | Intel Core 2 Duo T7400 (Merom) [Intel Core 2 Duo T7600 (Merom)]       | 2,16 GHz [2,33 GHz] | 667 MHz  | PC2-5300 DDR-2   | 1 GB   | 3 GB   | 250 GB | 8x DL SuperDrive | 2006-09    | 1999[2249]   |
| iMac (20" Mid 2007)              | 20"     | iMac7,1         | A1224   | MA876xx    | Intel Core 2 Duo T7300 (Merom)                                        | 2,0 GHz             | 800 MHz  | PC2-5300 DDR-2   | 1 GB   | 4 GB   | 250 GB | 8x DL SuperDrive | 2007-08    | 1199         |
| iMac (20" Mid 2007)              | 20"     | iMac7,1         | A1224   | MA877xx    | Intel Core 2 Duo T7700 (Merom)                                        | 2,4 GHz             | 800 MHz  | PC2-5300 DDR-2   | 1 GB   | 4 GB   | 320 GB | 8x DL SuperDrive | 2007-08    | 1499         |
| iMac (24" Mid 2007)              | 24"     | iMac7,1         | A1225   | MA878xx    | Intel Core 2 Duo T7700 (Merom)                                        | 2,4 GHz             | 800 MHz  | PC2-5300 DDR-2   | 1 GB   | 4 GB   | 320 GB | 8x DL SuperDrive | 2007-08    | 1799         |
| iMac (24" Mid 2007)              | 24"     | iMac7,1         | A1225   | MA878xx    | Core 2 Extreme T7900 (Merom)                                          | 2,8 GHz             | 800 MHz  | PC2-5300 DDR-2   | 2 GB   | 4 GB   | 500 GB | 8x DL SuperDrive | 2007-08    | 2299         |
| iMac (20" Early 2008)            | 20"     | iMac8,1         | A1224   | MA323xx/A  | Intel Core 2 Duo E8135 (Penryn)                                       | 2,4 GHz             | 1066 MHz | PC2-6400 DDR-2   | 1 GB   | 4 GB   | 250 GB | 8x DL SuperDrive | 2008-04    | 1199         |
| iMac (20" Early 2008)            | 20"     | iMac8,1         | A1224   | MA324xx/A  | Intel Core 2 Duo E8335 (Penryn)                                       | 2,66 GHz            | 1066 MHz | PC2-6400 DDR-2   | 2 GB   | 4 GB   | 320 GB | 8x DL SuperDrive | 2008-04    | 1499         |
| iMac (24" Early 2008)            | 24"     | iMac8,1         | A1225   | MA325xx/A  | Intel Core 2 Duo E8235 (Penryn)                                       | 2,8 GHz             | 1066 MHz | PC2-6400 DDR-2   | 2 GB   | 4 GB   | 320 GB | 8x DL SuperDrive | 2008-04    | 1799         |
| iMac (24" Early 2008)            | 24"     | iMac8,1         | A1225   | MA325xx/A  | Intel Core 2 Duo E8435 (Penryn)                                       | 3,06 GHz            | 1066 MHz | PC2-6400 DDR-2   | 2 GB   | 4 GB   | 500 GB | 8x DL SuperDrive | 2008-04    | 2199         |
| iMac (20" Early 2009)            | 20"     | iMac9,1         | A1224   | MA417xx/A  | Intel Core 2 Duo E8135 (Penryn)                                       | 2,66 GHz            | 1066 MHz | PC3-8500 DDR-3   | 2 GB   | 8 GB   | 320 GB | 8x DL SuperDrive | 2009-03    | 1199         |
| iMac (24" Early 2009)            | 24"     | iMac9,1         | A1225   | MA418xx/A  | Intel Core 2 Duo E8135 (Penryn)                                       | 2,66 GHz            | 1066 MHz | PC3-8500 DDR-3   | 4 GB   | 8 GB   | 640 GB | 8x DL SuperDrive | 2009-03    | 1499         |
| iMac (24" Early 2009)            | 24"     | iMac9,1         | A1225   | MA419xx/A  | Intel Core 2 Duo E8335 (Penryn)                                       | 2,93 GHz            | 1066 MHz | PC3-8500 DDR-3   | 4 GB   | 8 GB   | 640 GB | 8x DL SuperDrive | 2009-03    | 1799         |
| iMac (24" Early 2009)            | 24"     | iMac9,1         | A1225   | MA420xx/A  | Intel Core 2 Duo E8435 (Penryn)                                       | 3,06 GHz            | 1066 MHz | PC3-8500 DDR-3   | 4 GB   | 8 GB   | 1 TB   | 8x DL SuperDrive | 2009-03    | 2199         |
| iMac (20" Mid 2009 Edu)          | 20"     | iMac9,1         | A1224   | MC015xx/A  | Intel Core 2 Duo P7350 (Penryn)                                       | 2,0 GHz             | 1066 MHz | PC3-8500 DDR-3   | 1 GB   | 8 GB   | 160 GB | 8x DL SuperDrive | 2009-04    | 899          |
| iMac (20" Mid 2009 Edu)          | 20"     | iMac9,1         | A1224   | MC015xx/B  | Intel Core 2 Duo P7550 (Penryn)                                       | 2,26 GHz            | 1066 MHz | PC3-8500 DDR-3   | 1 GB   | 8 GB   | 160 GB | 8x DL SuperDrive | 2010-03    | 899          |
| iMac (20" Mid 2009 Edu)          | 20"     | iMac9,1         | A1224   | MC015xx/C  | Intel Core 2 Duo P7550 (Penryn)                                       | 2,26 GHz            | 1066 MHz | PC3-8500 DDR-3   | 2 GB   | 8 GB   | 160 GB | 8x DL SuperDrive | 2011-05    | 899          |
| iMac (21,5" Late 2009)           | 21,5"   | iMac10,1        | A1311   | MB950xx/A  | Intel Core 2 Duo E7600 (Wolfdale) [Intel Core 2 Duo E8600 (Wolfdale)] | 3,06 GHz [3,33 GHz] | 1066 MHz | PC3-8500 DDR-3   | 4 GB   | 16 GB  | 500 GB | 8x DL SuperDrive | 2009-10    | 1199[1399]   |
| iMac (21,5" Late 2009)           | 21,5"   | iMac10,1        | A1311   | MC413xx/A  | Intel Core 2 Duo E7600 (Wolfdale) [Intel Core 2 Duo E8600 (Wolfdale)] | 3,06 GHz [3,33 GHz] | 1066 MHz | PC3-8500 DDR-3   | 4 GB   | 16 GB  | 1 TB   | 8x DL SuperDrive | 2009-10    | 1499[1699]   |
| iMac (27" Late 2009)             | 27"     | iMac10,1        | A1312   | MB952xx/A  | Intel Core 2 Duo E7600 (Wolfdale) [Intel Core 2 Duo E8600 (Wolfdale)] | 3,06 GHz [3,33 GHz] | 1066 MHz | PC3-8500 DDR-3   | 4 GB   | 16 GB  | 1 TB   | 8x DL SuperDrive | 2009-10    | 1699[1899]   |
| iMac (27" Late 2009)             | 27"     | iMac11,1        | A1312   | MB953xx/A  | Core i5-750 (Lynnfield)                                               | 2,66 GHz            | DMI      | PC3-8500 DDR-3   | 4 GB   | 16 GB  | 1 TB   | 8x DL SuperDrive | 2009-10    | 1999         |
| iMac (27" Late 2009)             | 27"     | iMac11,1        | A1312   | MB953xx/A  | Core i7-860 (Lynnfield)                                               | 2,8 GHz             | DMI      | PC3-8500 DDR-3   | 4 GB   | 16 GB  | 1 TB   | 8x DL SuperDrive | 2009-10    | 2199         |
| iMac (21,5" Mid 2010)            | 21,5"   | iMac11,2        | A1311   | MC508xx/A  | Core i3-540 (Clarkdale)                                               | 3,06 GHz            | DMI      | PC3-10600 DDR-3  | 4 GB   | 16 GB  | 500 GB | 8x DL SuperDrive | 2010-07    | 1199         |
| iMac (21,5" Mid 2010)            | 21,5"   | iMac11,2        | A1311   | MC509xx/A  | Core i3-550 (Clarkdale) [Core i5-680 (Clarkdale)]                     | 3,2 GHz [3,6 GHz]   | DMI      | PC3-10600 DDR-3  | 4 GB   | 16 GB  | 1 TB   | 8x DL SuperDrive | 2010-07    | 1499[1699]   |
| iMac (27" Mid 2010)              | 27"     | iMac11,3        | A1312   | MC510xx/A  | Core i3-550 (Clarkdale) [Core i5-680 (Clarkdale)]                     | 3,2 GHz [3,6 GHz]   | DMI      | PC3-10600 DDR-3  | 4 GB   | 16 GB  | 1 TB   | 8x DL SuperDrive | 2010-07    | 1699[1899]   |
| iMac (27" Mid 2010)              | 27"     | iMac11,3        | A1312   | MC511xx/A  | Core i5-760 (Lynnfield)                                               | 2,8 GHz             | DMI      | PC3-10600 DDR-3  | 4 GB   | 16 GB  | 1 TB   | 8x DL SuperDrive | 2010-07    | 1999         |
| iMac (27" Mid 2010)              | 27"     | iMac11,3        | A1312   | MC511xx/A  | Core i7-870 (Lynnfield)                                               | 2,93 GHz            | DMI      | PC3-10600 DDR-3  | 4 GB   | 16 GB  | 1 TB   | 8x DL SuperDrive | 2010-07    | 2199         |
| iMac (21,5" Mid 2011)            | 21,5"   | iMac12,1        | A1311   | MC309xx/A  | Core i5-2400S (Sandy Bridge)                                          | 2,5 GHz             | DMI      | PC3-10600 DDR-3  | 4 GB   | 16 GB  | 500 GB | 8x DL SuperDrive | 2011-05    | 1199         |
| iMac (21,5" Mid 2011)            | 21,5"   | iMac12,1        | A1311   | MC812xx/A  | Core i5-2500S (Sandy Bridge)                                          | 2,7 GHz             | DMI      | PC3-10600 DDR-3  | 4 GB   | 16 GB  | 1 TB   | 8x DL SuperDrive | 2011-05    | 1499         |
| iMac (21,5" Mid 2011)            | 21,5"   | iMac12,1        | A1311   | MC812xx/A  | Core i7-2600S (Sandy Bridge)                                          | 2,8 GHz             | DMI      | PC3-10600 DDR-3  | 4 GB   | 16 GB  | 1 TB   | 8x DL SuperDrive | 2011-05    | 1699         |
| iMac (27" Mid 2011)              | 27"     | iMac12,2        | A1312   | MC813xx/A  | Core i5-2500S (Sandy Bridge)                                          | 2,7 GHz             | DMI      | PC3-10600 DDR-3  | 4 GB   | 16 GB  | 1 TB   | 8x DL SuperDrive | 2011-05    | 1699         |
| iMac (27" Mid 2011)              | 27"     | iMac12,2        | A1312   | MC814xx/A  | Core i5-2400 (Sandy Bridge)                                           | 3,1 GHz             | DMI      | PC3-10600 DDR-3  | 4 GB   | 16 GB  | 1 TB   | 8x DL SuperDrive | 2011-05    | 1999         |
| iMac (27" Mid 2011)              | 27"     | iMac12,2        | A1312   | MC814xx/A  | Core i7-2600 (Sandy Bridge)                                           | 3,4 GHz             | DMI      | PC3-10600 DDR-3  | 4 GB   | 16 GB  | 1 TB   | 8x DL SuperDrive | 2011-05    | 2199         |
| iMac (21,5" Late 2011 Edu)       | 21,5"   | iMac12,1        | A1311   | MC978xx/A  | Core i3-2100 (Sandy Bridge)                                           | 3,1 GHz             | DMI      | PC3-10600 DDR-3  | 2 GB   | 8 GB   | 250 GB | 8x DL SuperDrive | 2011-08    | 999          |
| iMac (21,5" Late 2012)           | 21,5"   | iMac13,1        | A1418   | MD093xx/A  | Core i5-3335S (Ivy Bridge)                                            | 2,7 GHz             | DMI      | PC3-12800 DDR-3  | 8 GB   | 16 GB  | 1 TB   | keines           | 2012-10    | 1299         |
| iMac (21,5" Late 2012)           | 21,5"   | iMac13,1        | A1418   | MD094xx/A  | Core i5-3470S (Ivy Bridge)                                            | 2,9 GHz             | DMI      | PC3-12800 DDR-3  | 8 GB   | 16 GB  | 1 TB   | keines           | 2012-10    | 1499         |
| iMac (21,5" Late 2012)           | 21,5"   | iMac13,1        | A1418   | MD094xx/A  | Core i7-3770S (Ivy Bridge)                                            | 3,1 GHz             | DMI      | PC3-12800 DDR-3  | 8 GB   | 16 GB  | 1 TB   | keines           | 2012-10    | 1699         |
| iMac (27" Late 2012)             | 27"     | iMac13,2        | A1419   | MD095xx/A  | Core i5-3470S (Ivy Bridge)                                            | 2,9 GHz             | DMI      | PC3-12800 DDR-3  | 8 GB   | 32 GB  | 1 TB   | keines           | 2012-10    | 1799         |
| iMac (27" Late 2012)             | 27"     | iMac13,2        | A1419   | MD096xx/A  | Core i5-3470 (Ivy Bridge)                                             | 3,2 GHz             | DMI      | PC3-12800 DDR-3  | 8 GB   | 32 GB  | 1 TB   | keines           | 2012-10    | 1999         |
| iMac (27" Late 2012)             | 27"     | iMac13,2        | A1419   | MD096xx/A  | Core i7-3770S (Ivy Bridge)                                            | 3,4 GHz             | DMI      | PC3-12800 DDR-3  | 8 GB   | 32 GB  | 1 TB   | keines           | 2012-10    | 2199         |
| iMac (21,5" Early 2013 Edu)      | 21,5"   | iMac13,1        | A1418   | ME699xx/A  | Core i3-3225 (Ivy Bridge)                                             | 3,3 GHz             | DMI      | PC3-12800 DDR-3  | 4 GB   | 16 GB  | 500 GB | keines           | 2013-03    | 1099         |
| iMac (21,5" Late 2013)           | 21,5"   | iMac14,1        | A1418   | ME086xx/A  | Core i5-4570R (Haswell)                                               | 2,7 GHz             | DMI      | PC3-12800 DDR-3  | 8 GB   | 16 GB  | 1 TB   | keines           | 2013-09    | 1299         |
| iMac (21,5" Late 2013)           | 21,5"   | iMac14,1        | A1418   | ME087xx/A  | Core i5-4570S (Haswell)                                               | 2,9 GHz             | DMI      | PC3-12800 DDR-3  | 8 GB   | 16 GB  | 1 TB   | keines           | 2013-09    | 1499         |
| iMac (21,5" Late 2013)           | 21,5"   | iMac14,1        | A1418   | ME087xx/A  | Core i7-4770S (Haswell)                                               | 3,1 GHz             | DMI      | PC3-12800 DDR-3  | 8 GB   | 16 GB  | 1 TB   | keines           | 2013-09    | 1699         |
| iMac (27" Late 2013)             | 27"     | iMac14,2        | A1419   | ME088xx/A  | Core i5-4570 (Haswell)                                                | 3,2 GHz             | DMI      | PC3-12800 DDR-3  | 8 GB   | 32 GB  | 1 TB   | keines           | 2013-09    | 1799         |
| iMac (27" Late 2013)             | 27"     | iMac14,2        | A1419   | ME089xx/A  | Core i5-4670 (Haswell)                                                | 3,4 GHz             | DMI      | PC3-12800 DDR-3  | 8 GB   | 32 GB  | 1 TB   | keines           | 2013-09    | 1999         |
| iMac (27" Late 2013)             | 27"     | iMac14,2        | A1419   | ME089xx/A  | Core i7-4771 (Haswell)                                                | 3,5 GHz             | DMI      | PC3-12800 DDR-3  | 8 GB   | 32 GB  | 1 TB   | keines           | 2013-09    | 2199         |
| iMac (21,5" Mid 2014)            | 21,5"   | iMac14,4        | A1418   | MF883D/A   | Core i5-4260U (Haswell)                                               | 1,4 GHz             | DMI      | PC3-12800 DDR-3  | 8 GB   | 16 GB  | 500 GB | keines           | 2014-06    | 1099         |
| iMac Retina 5K (27" Late 2014)   | 27"     | iMac15,1        | A1419   | MMF886XX/A | Core i5-4690 (Haswell)                                                | 3,5 GHz             | DMI      | PC3-12800 DDR-3  | 8 GB   | 32 GB  | 1 TB   | keines           | 2014-10    | 2499         |
| iMac Retina 5K (27" Mid 2015)    | 27"     | iMac15,1        | A1419   | MMF885XX/A | Core i5-4590 (Haswell)                                                | 3,3 GHz             | DMI      | PC3-12800 DDR-3  | 8 GB   | 32 GB  | 1 TB   | keines           | 2015-05    | 1999         |
| iMac (21,5" Late 2015)           | 21,5"   | iMac16,1        | A1418   | MK142XX/A  | Core i5-5250U (Broadwell)                                             | 1,6 GHz             | DMI      | PC3-14900 DDR-3  | 8 GB   | 16 GB  | 1 TB   | keines           | 2015-10    | 1099         |
| iMac (21,5" Late 2015)           | 21,5"   | iMac16,1        | A1418   | MK442XX/A  | Core i5-5575R (Broadwell)                                             | 2,8 GHz             | DMI      | PC3-14900 DDR-3  | 8 GB   | 16 GB  | 1 TB   | keines           | 2015-10    | 1299         |
| iMac Retina 4K (21,5" Late 2015) | 21,5"   | iMac16,2        | A1418   | MK452XX/A  | Core i5-5675R (Broadwell)                                             | 3,1 GHz             | DMI      | PC3-14900 DDR-3  | 8 GB   | 16 GB  | 1 TB   | keines           | 2015-10    | 1499         |
| iMac Retina 4K (21,5" Late 2015) | 21,5"   | iMac16,2        | A1418   | BTO        | Core i7-5775R (Broadwell)                                             | 3,3 GHz             | DMI      | PC3-14900 DDR-3  | 8 GB   | 16 GB  | 1 TB   | keines           | 2015-10    | 1699         |
| iMac Retina 5K (27" Late 2015)   | 27"     | iMac17,1        | A1419   | MK462XX/A  | Core i5-6500 (Skylake)                                                | 3,2 GHz             | DMI      | PC3L-14900 DDR-3 | 8 GB   | 32 GB  | 1 TB   | keines           | 2015-10    | 1799         |
| iMac Retina 5K (27" Late 2015)   | 27"     | iMac17,1        | A1419   | MK472XX/A  | Core i5-6600 (Skylake)                                                | 3,3 GHz             | DMI      | PC3L-14900 DDR-3 | 8 GB   | 32 GB  | 1 TB   | keines           | 2015-10    | 1999         |
| iMac Retina 5K (27" Late 2015)   | 27"     | iMac17,1        | A1419   | MK482XX/A  | Core i7-6700 (Skylake)                                                | 4,0 GHz             | DMI      | PC3L-14900 DDR-3 | 8 GB   | 32 GB  | 1 TB   | keines           | 2015-10    | 2299         |
| iMac (21,5" Mid 2017)            | 21,5"   | iMac18,1        | A1418   | MMQA2LL/A  | Core i5 (Kaby Lake)                                                   | 2,3 GHz             | DMI      | PC4-17000 DDR-4  | 8 GB   | 16 GB  | 1 TB   | keines           | 2017-06    | 1299         |
| iMac Retina 4K (21,5" 2017)      | 21,5"   | iMac18,2        | A1418   | MNDY2xx/A  | Core i5 (Kaby Lake)                                                   | 3,0 GHz             | DMI      | PC4-19200 DDR-4  | 8 GB   | 16 GB  | 1 TB   | keines           | 2017-06    | 1499         |
| iMac Retina 4K (21,5" 2017)      | 21,5"   | iMac18,2        | A1418   | MNE02xx/A  | Core i5 (Kaby Lake)                                                   | 3,4 GHz             | DMI      | PC4-19200 DDR-4  | 8 GB   | 32 GB  | 1 TB   | keines           | 2017-06    | 1699         |
| iMac Retina 5K (27" 2017)        | 27"     | iMac18,3        | A1419   | MNE92xx/A  | Core i5 (Kaby Lake)                                                   | 3,4 GHz             | DMI      | PC4-19200 DDR-4  | 8 GB   | 32 GB  | 1 TB   | keines           | 2017-06    | 2099         |
| iMac Retina 5K (27" 2017)        | 27"     | iMac18,3        | A1419   | MNEA2xx/A  | Core i5 (Kaby Lake)                                                   | 3,5 GHz             | DMI      | PC4-19200 DDR-4  | 8 GB   | 64 GB  | 1 TB   | keines           | 2017-06    | 2299         |
| iMac Retina 5K (27" 2017)        | 27"     | iMac18,3        | A1419   | MNED2xx/A  | Core i5 (Kaby Lake)                                                   | 3,8 GHz             | DMI      | PC4-19200 DDR-4  | 8 GB   | 64 GB  | 2 TB   | keines           | 2017-06    | 2599         |
| iMac Retina 4K (21,5" 2019)      | 21,5"   | iMac19,1        | ?       | MRT32D/A   | Core i3 (Coffee Lake)                                                 | 3,6 GHz             | DMI      | PC4-21300 DDR-4  | 8 GB   | 32 GB  | 1 TB   | keines           | 2019-03    | 1499         |
| iMac Retina 4K (21,5" 2019)      | 21,5"   | iMac19,1        | ?       | MRT42D/A   | Core i5-8500 (Coffee Lake)                                            | 3,0 GHz             | DMI      | PC4-21300 DDR-4  | 8 GB   | 32 GB  | 1 TB   | keines           | 2019-03    | 1699         |
| iMac Retina 5K (27" 2019)        | 27"     | iMac19,2        | ?       | MRQY2D/A   | Core i5-8500 (Coffee Lake)                                            | 3,0 GHz             | DMI      | PC4-21300 DDR-4  | 8 GB   | 64 GB  | 1 TB   | keines           | 2019-03    | 2099         |
| iMac Retina 5K (27" 2019)        | 27"     | iMac19,2        | ?       | MRR02D/A   | Core i5-8600 (Coffee Lake)                                            | 3,1 GHz             | DMI      | PC4-21300 DDR-4  | 8 GB   | 64 GB  | 1 TB   | keines           | 2019-03    | 2299         |
| iMac Retina 5K (27" 2019)        | 27"     | iMac19,2        | ?       | MRR12D/A   | Core i5-9600K (Coffee Lake Refresh)                                   | 3,7 GHz             | DMI      | PC4-21300 DDR-4  | 8 GB   | 64 GB  | 2 TB   | keines           | 2019-03    | 2599         |
| iMac Retina 5K (27" 2019)        | 27"     | iMac19,2        | ?       | BTO/CTO    | Core i9-9900K (Coffee Lake)                                           | 3,6 GHz             | DMI      | PC4-21300 DDR-4  | 8 GB   | 64 GB  | 2 TB   | keines           | 2019-03    | 3699         |